# Топ је био врео
Топ је био врео је српски филм из 2014. године. Режирао га је Слободан Скерлић по истоименом роману Владимира Кецмановића. Филм је рађен у копродукцији Србије и Босне и Херцеговине.
Филм је премијерно приказан у Београду, на отварању ФЕСТ-а, 28. фебруара 2014. године.

## Радња
Граната са брда убија родитеље десетогодишњака током опсаде Сарајева 1994. године. Дечак престаје да говори, прихвата га комшиница и одгаја као свог сина. Када дечака локални насилници избаце из девастираног стана, он почиње да лута улицама са школским другом, где прерано и пребрзо пролази кроз процес сазревања и одрастања.
Дечаков водич у свет одраслих је његов бивши школски друг, који га упознаје са светом криминала, алкохола, дроге, отимања, злочина, силовања, смрти, безобзирности, бескрупулозности...
Дечак научи како се постиже жељено и које су вредности на цени и шта је битно, те постепено замењује моралне норме, јер је важно преживети, по цену нечије патње, по цену издаје пријатеља, на сваки начин, преваром, манипулацијом... Комшиница која се стара о њему покушава да га заштити и склони, међутим безуспешно, а када њен син погине као колатерална цивилна жртва, она га избацује из свог живота. Убрзо потом, дечак глумећи незаштићеног и немоћног, пуца и убија све и сваког ко му се нађе на путу. Смрт, мржња и рат су оно што га смирује.

## Улоге
| Глумац               | Улога    |
| -------------------- | -------- |
| Станислав Ручнов     | Дечак    |
| Анита Манчић         | Хатиџа   |
| Мухамед Дуповац      | Амер     |
| Никола Ђуричко       | Ахмо     |
| Славко Штимац        | Никола   |
| Мира Бањац           | Сена     |
| Бојана Маљевић       | Мунавера |
| Ивица Видовић        | Влаја    |
| Гордана Гаџић        | Штефица  |
| Мугдим Авдагић       | Хасан    |
| Кенан Мусић          | Дино     |
| Милица Михајловић    | Митра    |
| Александар Стојковић | Салкан   |
| Огњен Копуз          | Ибро     |
| Тихомир Станић       | Др Исмет |
| Енвер Петровци       | Сакиб    |
| Горјана Јањић        | Зухра    |

## Награде
Награда  у Фипресци за најбољи домаћи играни филм у 2014. години припала је филму „Топ је био врео”, а награђени су и редитељ тог филма Слободан Скерлић и главна глумица Анита Манчић.